# Luis J. Pérez
Luis J. Pérez (La Coruña, 1978) es un escritor español: novelista de ciencia ficción y economista.

## Biografía
Es un escritor coruñés de ciencia ficción y economista, licenciado en Ciencias Económicas y Empresariales por la Universidad de La Coruña. Su actividad laboral siempre ha estado centrada en estos dos ámbitos.'

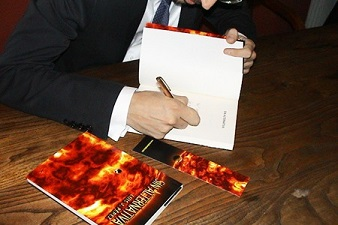
Firma de Sin alternativa

Participó como articulista en la revista universitaria 4Gatos (1998-2000) y fue director de la extinta revista literaria Voces (2000-2008).
Sus novelas se encuadran dentro de la ciencia ficción futurista, entornos posibles o factibles de acuerdo a la ciencia actual, caracterizados por la aventura en la que sus personajes se ven inmersos dentro de esa época y cierto trasfondo catastrófico-distópico. 
Ha publicado con éxito las novelas: La mínima verdad (2011), Sin alternativa (2014), e Ideando libertad (2017), de las que ha recibido opiniones ne medios generalistas y también críticas en blogs literarios.
En boca del autor, en relación con Ideando libertad: "Quizás hemos llegado a ese punto evolutivo en el que el exceso de información se junta con la necesidad de disponibilidad online total y limita los espacios vacíos en los que nos encontrábamos a solas… Necesitamos idear espacios de libertad".
Seguidor de la ciencia ficción que muestra la realidad de una época o aquella que lleva más allá las posibilidades de lo real. Algunos ejemplos son: Soy leyenda de Richard Matheson, Sueñan los androides con ovejas eléctricas de Philip K. Dick, Mercaderes del espacio de Frederik Pohl, Las estrellas mi destino de Alfred Bester y películas de culto como Matrix o Equilibrium.
Desde 2010 publica artículos de economía en su blog y desde 2017 trabaja en su siguiente novela.